# روزگاری در یک رؤیا (ترانه زیبای خفته)
«روزگاری در یک رؤیا» (انگلیسی: Once Upon a Dream) ترانه‌ای است که برای پویانمایی موزیکال فانتزی زیبای خفته در سال ۱۹۵۹ به کارگردانی والت دیزنی نوشته شده‌است. شعر ترانه توسط جک لارنس و سمی فین نوشته شده و موسیقی توسط جرج برانس تنظیم شده‌است. ملودی این ترانه براساس «Grande valse villageoise» (ملقب به «The Garland Waltz»)، از باله زیبای خفته در ساختهٔ پیوتر ایلیچ چایکوفسکی در ۱۸۹۰ ساخته شده‌است.